# Тихомир Бугарски
Тихомир (бугарски: Тихомир) је био један од вођа словенског устанка из 1040. године.

## Биографија
Словенски устанак против византијске власти избио је 1040. године у Београду и у области Мораве. На његово чело стао је Петар Дељан који се издавао за Самуиловог унука тј. сина Гаврила Радомира. За кратко време устанак је захватио Ниш и Сердику. Становништво је било незадовољно увођењем дажбина у новцу и злоупотребама чиновника. У Македонији се Одељану покушао супротставити стратег грачке теме Василије Синадин, али је он током устанка свргнут и збачен са положаја. Нови стратег био је озлоглашен међу локалним становништвом које се, на вест да је он унапређен у стратега Драча, дигло на устанак. Вођство је преузео Словен Тихомир кога су устаници извикали за цара. Устанак је сада имао двојицу вођа. Одељан је освојио Драч, нападао Солун и продирао у Грчку. Дељан је Тихомиру послао писмо којим га је убедио да му се придружи као савезник. Двојица вођа су се састала. На састанку је Дељан, позивајући се на лозу Комитопула, позвао устанике да убију Тихомира. Устаници су стали на страну Дељана. Тихомир је каменован.